# انجمن اکتشافات علمی
انجمن اکتشافات علمی (انگلیسی: Society for Scientific Exploration) یک انجمن آمریکایی که عموماً به علوم حاشیه‌ای متمرکز است.